# 国府村 (兵庫県)
国府村（こくふむら）は、兵庫県城崎郡にあった村。現在の豊岡市日高町の東端、山陰本線・国府駅の周辺および上佐野にあたる。「国府」の名の通り、当地が但馬国の中心地であったと伝えられる地域である。

## 地理
- 河川：円山川、八代川

## 歴史
- 1889年（明治22年）4月1日 - 町村制の施行により、気多郡松岡村・土居村・上郷村・府市場村・府中新村・堀村・野々庄村・池上村・東芝村・西芝村・上石村・上佐野村・竹貫村の区域をもって発足。
- 1896年（明治29年）4月1日 - 所属郡が城崎郡に変更。
- 1955年（昭和30年）3月25日 - 八代村・日高町・三方村・西気村・清滝村と合併し、改めて日高町が発足。同日国府村廃止。

昭和の大合併においては、北但地方事務所長より八代村・日高町・三方村・西気村・清滝村・国府村の6町村の合併案が示された。国府村以外の5町村は合併事務を順調に進めたが、国府村は豊岡市への合併を希望する北部集落と日高町への合併を希望する南部集落とで対立した。村当局は「絶対分村はしない」ことを前提に具体的検討に入ったが、意見対立が激しく1955年（昭和30年）2月11日に予定していた住民投票も実施できず、結局同年2月17日の村議会は意見未調整のまま6町村合併案に賛成し日高町との合併を議決した。これに反発した北部集落は県や県議会に激しい陳情活動を行ったが、県の仲裁により分村問題は新町で考慮することとして6町村の合併が成立した。しかし話し合いは進展せず対立は激しさを増し、北部集落側は町税滞納の強硬手段に出たため、事態を憂慮した県は1957年（昭和32年）3月7日に合併調整委員の調停に付し北部集落代表者に分町を断念するよう説得、八代川の改修と道路整備、中学校の存置などを条件として日高町に残留することになった。しかし北部の中でも上佐野・納屋集落については分町やむなしとの調停委員の意見もありなお豊岡市への編入を強く主張したため日高町と県も両集落の分離を認め、1958年（昭和33年）1月1日、両集落は境界変更により豊岡市に編入されることになった。

## 交通

### 鉄道路線
- 日本国有鉄道
  - 山陰本線
    - 国府駅